# Замок Фертагар
Замок Фертагар (англ. Feartagar Castle) — один из замков Ирландии, расположенный в графстве Голуэй. 

## История
Замок Фертагар был построен феодалами де Бург (Берк) в XV веке, предположительно в 1450 году. Графы Берк периодически жили в этом замке, пока Оливер Кромвель не застал и не конфисковал у них этот замок в 1651 году. Затем Кромвель дарил этот замок своим сторонникам, замок сменил нескольких хозяев, потом замок попал в руки землевладельцев Блейк с Туам и Дженнингс, живших в имении Айронпул у Кастелгров в этом же графстве Голуэй. 
Как это было принято в то время, феодалы имели свои особняки для проживания в более удобном месте, но рядом возле замка. Землевладельцы Блейк Туамстки имели большой дом в три этажа с подвалом. Этот дом считался в то время одним из лучших домов в графстве Голуэй. Он стоял в лесу, возле озера Клаурин. 
Самым известным землевладельцем, что владел замком Фертагар был Эдвард Блейк. Он сказал, что Блейк были всегда храбрыми защитниками этих земель и этого замка, поэтому приказал сделать в замке железные двери и мемориальную доску. Эдвард Блейк умер в 1886 году, а земли, поместье и замок были проданы Джону Кеннону. Эта ветвь клана Блейк эмигрировала и в конце концов обосновалась в Канаде. Один из мужчин этой ветви клана Блейк стал членом Королевского Совета и депутатом парламента от графства Лонгфорд в 1889 году. 